# 바둑리그 챔피언스컵
대방건설배 바둑리그 챔피언스컵은 한국기원이 주최·주관하는 바둑 기전이며, 시니어바둑리그 우승팀과 한국여자바둑리그 우승팀이 대결하는 대회이다. 타이틀 스폰서는 종합부동산회사인 (주)대방건설이 맡았고, 한국자산신탁(KAIT)이 협찬했다.

## 상금
- 우승 상금은 1,000만원, 준우승 상금은 500만원이다.

## 대회결과

### 역대 우승팀
(선수는 지명 순으로 나열)